# Rasmus Birkeland
Rasmus Ingvald Birkeland (ur. 14 kwietnia 1888 w Austevoll, zm. 12 grudnia 1972 tamże) – norweski żeglarz, olimpijczyk, zdobywca złotego medalu w regatach na Letnich Igrzyskach Olimpijskich w 1920 roku w Antwerpii.

## Życiorys
Na Letnich Igrzyskach Olimpijskich 1920 zdobył złoto w żeglarskiej klasie 12 metrów (formuła 1907). Załogę jachtu Atlanta tworzyli również Henrik Østervold, Jan Østervold, Ole Østervold, Kristian Østervold, Hans Næss, Halvor Møgster, Halvor Birkeland i Lauritz Christiansen.
Brat Halvora Birkelanda.